# أستيريكس (قمر اصطناعي)
أستيريكس (بالفرنسية: Astérix) هو أول قمر اصطناعي فرنسي, أطلق في 26 نوفمبر عام 1965 على متن صاروخ من النوع ديامانت من قاعدة حماقير في الجزائر
أبان الاحتلال الفرنسي، كان من المخطط له أن يكون اسمه إيه-وان كأول قمر اصطناعي للجيش الفرنسي ولكن تم تغير اسمه إلى أستيريكس من وحي شخصية الكارتون الشهيرة أستيريكس, ونظرا لارتفاع مداره نسبيا فمن غير المتوقع عودته للأرض قبل عدة قرون، ومن خلال أستيريكس أصبحت فرنسا هي رابع دولة ترسل قمرا اصطناعيا للفضاء بعد كل من الولايات المتحدة والاتحاد السوفيتي وكندا -وثالث دولة ترسل قمرا اصطناعيا بنفسها (حيث أن الولايات المتحدة هي التي قامت بإطلاق القمر الاصطناعي الكندي)-

## معلومات عن القمر
- الوزن : 42 كيلوجرام
- أوج (فلك) : 627 كيلومتر
- انحناء (فلك) : 34.3 درجة
- الفترة المدارية : 107.5 دقيقة